# Donn Eisele
Donn Fulton Eisele (Columbus, Ohio, 1930. június 23. – Tokió, 1987. december 2.) amerikai űrhajós.

## Életpálya
A haditengerészeti akadémia elvégzése után repülőtisztként szolgált. Repülőmérnöki diplomát követően berepülőpilótaként különleges fegyverek kísérleteiben működött közre. 1963. október 17-től a harmadik amerikai csoportban kezdte meg az űrhajóskiképzést. 10 napot, 20 órát és 8 percet töltött a világűrben. 1972. június 1-jével leszerelt a NASA űrhajóskötelékéből és a légierőtől.

## Repülések
(zárójelben a repülés időszaka)
- Apollo–7 (1968. október 11. – 1968. október 22.)

### Apollo–7
Az Apollo–7 volt az Apollo-program első emberes repülése. A legénység (Walter Schirra parancsnok, Donn Eisele, a parancsnoki modul pilótája és Walter Cunningham holdkomppilóta) 11 napos küldetést teljesített, berepülve az Apollo-kabint.

### Apollo–10
Eisele 1969 májusában az Apollo–10 tartalék parancsnoki modul-pilótája.